# Arthur Golding
Arthur Golding (* um 1536 vermutlich in London; † Mai 1606) war ein englischer Übersetzer.

## Leben
Arthur Golding wuchs als jüngerer Sohn des aus Belchamp St. Paul’s in Essex stammenden Finanzbeamten John Golding auf. Seine Halbschwester Margaret war mit John De Vere, 16. Earl of Oxford, verheiratet. Golding stand ab 1549 im Dienst des regierenden Lordprotektors Edward Seymour. Er scheint einige Zeit zusammen mit seinem Neffen, dem Dichter Edward de Vere, 17. Earl of Oxford, im Haus von William Cecil, 1. Baron Burghley, in der Londoner Straße „The Strand“ gewohnt zu haben. Cecil war einer der einflussreichsten Berater von Königin Elisabeth I.
Trotz seiner Herkunft aus wohlhabender Familie hatte Golding oft Geldschwierigkeiten, die auch eine zwischenzeitliche Erbschaft nach dem Tode eines älteren Bruders nicht nachhaltig lindern konnte. Auch sein literarischer Ruhm und seine einflussreichen Freunde verhinderten nicht, dass er 1593 wegen Verschuldung in dem Gefängnis Fleet Prison landete; aus dieser misslichen Lage halfen ihm vermutlich seine Familie oder Freunde heraus. Ein Eintrag im Kirchenbuch von Belchamp St. Paul’s vom 13. Mai 1606 beurkundet den Tod Goldings.

## Werk
Arthur Goldings Hauptwerk war die Übersetzung von Ovids Metamorphosen ins Englische. Die ersten vier Bücher der Metamorphosen erschienen 1565 unter dem Titel The Fyrst Fower Bookes of P. Ovidius Nasos worke, entitled Metamorphosis, translated oute of Latin into Englishe meter, 1567 erschien dann die Übersetzung aller 15 Bücher. Die Wertschätzung Ovids durch Golding, einen Anhänger der Puritaner, mag erstaunlich erscheinen, zumal er auch viele Werke des sittenstrengen Reformators Johannes Calvin übersetzte. Doch auch seine Ovid-Übersetzung stellte Golding durch eine in Versen verfasste Vorrede in einen christlichen Zusammenhang, indem er vielen Stoffen Ovids eine tiefe Moral zubilligte und die Möglichkeit betonte, heidnische und christliche Überlieferung miteinander zu verknüpfen.
Aus seiner Übersetzung zogen die englischen Gelehrten des Elisabethanischen Zeitalters einen Großteil ihres Wissens über die klassische Mythologie. Es ist anzunehmen, dass sich auch William Shakespeare von seinen Werken inspirieren ließ. Der Dichter Ezra Pound nannte noch im 20. Jahrhundert Goldings Übersetzung „das schönste Buch in englischer Sprache“.
Golding übersetzte außerdem Werke u. a. von Caesar, Seneca, Junianus Justinus und Leonardo Bruni (Leonard Aretine).
Sein einziges eigenes Werk ist die in Prosa verfasste Abhandlung The discourse upon the Earthquake that hapned throughe this realme of England and other places of Christendom, the sixt of Aprill, 1580, between the hours of five and six in the evening über ein Erdbeben im Süden Englands, das auch in London Schäden anrichtete und das Golding als Strafe Gottes für die Verdorbenheit seiner Zeit ansah.